# Stuart Carruthers
Stuart Carruthers, född den 31 mars 1970 i Melbourne, Australien, är en australisk landhockeyspelare.
Han tog OS-brons i herrarnas landhockeyturnering i samband med de olympiska landhockeytävlingarna 1996 i Atlanta.